# Иква (село)
Иква (укр. Іква) — село в Кременецкой городской общине Кременецкого района Тернопольской области Украины.
Код КОАТУУ — 6123481405. Население по переписи 2001 года составляло 577 человек.

## Географическое положение
Село Иква находится на левом берегу реки Иква,
выше по течению на расстоянии в 1 км расположено село Малые Бережцы,
ниже по течению примыкает село Сапанов,
на противоположном берегу — село Великие Млыновцы.
К селу примыкает небольшой лесной массив (сосна).

## История
- 1986 год — дата основания.

## Объекты социальной сферы
- Школа I ст.
- Детский сад.
- Фельдшерско-акушерский пункт.